# 東石富安宮
23°29′07″N 120°10′22″E / 23.485244°N 120.172713°E
東石富安宮，全名東石副瀨富安宮，位於台灣嘉義縣東石鄉副瀨村的民間信仰寺廟，是台灣少見有供奉日本警察為神明的寺廟，以恭奉義愛公森川清治郎聞名。

## 歷史
據《嘉義縣志》及相良吉哉所撰寫的《臺南州祠廟名鑑》中，富安宮興建於1879年，由黃漏、李審、林余、柯全等募捐二千三百元，創建廟宇。
開基神尊為朱府千歲，金身渡海來到副瀨村至今已有三百七十八年歷史，並奉祀為日本警察—義愛公（本名為森川清治郎）的開基祖廟，同祀蘇府千歲、范府千歲、朱府二、三千歲、觀音佛祖、五府千歲、五年千歲、天上聖母、三哥爺等神佛。
庄內每年的四月初七恭迎港口宮開基天上大聖母繞境，六月初一恭迎正科代天巡狩入境鎮守，十月下旬有恭送正科代天巡狩燒王船的祭典。
2011年3月10日，有二十名日本警察和他們的親友，來此祭拜義愛公。

## 供奉神祇
- 朱府千歲
- 義愛公
- 觀音佛祖
- 五府千歲
- 五年千歲
- 天上聖母
- 武府千歲
- 蘇府千歲
- 伍府千歲
- 蕭府千歲
- 侯府千歲
- 張府千歲
- 四川金華府安天宮范府千歲
- 觀音媽
- 三哥爺
- 中壇元帥
- 山虎將軍
- 福德正神
- 註生娘娘
- 勤習爺

## 其他
在嘉義市的小副瀨聚落（嘉義車站後方），因為移居過來的副瀨村民將義愛公信仰傳播開來，在該處建有三座與義愛公相關的廟宇（富安宮、富義宮、富南宮）。

## 外部連結
- 東石鄉富安宮供奉日本警察神像 奉獻給臺灣 大愛精神永存人間 （页面存档备份，存于）